# These Streets
These Streets è il primo album in studio del cantautore britannico Paolo Nutini, pubblicato nel Regno Unito il 17 luglio 2006 e in Italia il 29 settembre dello stesso anno.

## Il disco
L'album è costituito da 10 tracce, cui si aggiungono due tracce nascoste (Northern skies e la versione acustica di Last request). Le canzoni raccolte in These Streets sono il frutto di diversi anni di lavoro del cantautore scozzese.
Le sonorità presenti nel disco hanno sfumature diverse: la prima traccia, Jenny Don't Be Hasty, ha un sound piuttosto rock, altri brani si rifanno a classiche ballate pop essenziali, nelle quali prevalgono voce, chitarra e batteria (Last Request, Rewind, These Streets). In New Shoes Nutini crea un ritmo semplice ed orecchiabile, mentre i brani Autumn e White Lies sono due lenti malinconici e struggenti.
Per quanto riguarda le tematiche, a prevalere sono l'amore ed i sentimenti, raccontati soprattutto attraverso storie autobiografiche. In particolare, diverse canzoni incluse nel disco parlano della turbolenta relazione di Nutini con Teri Brogan, sua ex fidanzata conosciuta ai tempi della scuola.
La canzone Jenny Don't Be Hasty racconta invece dell'incontro tra Paolo e una ragazza più grande di lui, avvenuto a Londra quando il cantautore era ancora diciottenne.

## Tracce

### Edizione standard
1. Jenny Don't Be Hasty – 3:29 (Paolo Nutini, Jimmy Hogarth)
2. Last Request – 3:41 (Nutini, Jim Duguid, Matty Benbrook)
3. Rewind – 4:19 (Nutini, Duguid)
4. Million Faces – 3:41 (Nutini, Benbrook, Pauline Taylor)
5. These Streets – 3:53 (Nutini, Pete Wilkinson, Sarah Erasmus)
6. New Shoes – 3:21 (Nutini, Benbrook, Duguid)
7. White Lies – 4:00 (Nutini, John Fortis)
8. Loving You – 4:00 (Nutini, Duguid, Chris Leonard)
9. Autumn – 2:50 (Nutini, Duguid)
10. Alloway Grove – 14:12 (Nutini, Rollo Armstrong)
11. Northern Skies (traccia fantasma) – 3:17
12. Last Request (Versione acustica) – 3:41 – traccia fantasma

### Festival Edition (cd 2)
Il 20 agosto 2007 è stata pubblicata un'edizione speciale di These Streets contenente, oltre al cd della versione tradizionale, un secondo disco registrato dal vivo durante l'Isle of Wight Festival 2007. Tra i brani inclusi nel secondo cd, oltre a diverse canzoni presenti anche nella prima versione dell'album, compaiono anche le cover Natural blues di Moby e I Want To Be Like You dei fratelli Sherman.
1. Alloway Grove (Nutini, Rollo Armstrong)
2. New Shoes (Nutini, Benbrook, Duguid)
3. Rewind (Nutini, Duguid)
4. These Streets (Nutini, Wilkinson, Erasmus)
5. Natural Blues (Hall)
6. Last Request (Nutini, Duguid, Benbrook)
7. I Want To Be Like You (R.M. Sherman, R.B. Sherman)
8. Jenny Don't Be Hasty (Nutini, Hogarth)

## I singoli
Il primo singolo estratto è stato Last Request, che ha raggiunto le classifiche di Regno Unito, Italia, Paesi Bassi, Germania e Brasile. Il secondo singolo per alcuni paesi europei è stato Rewind, mentre per Australia e Regno Unito è stato Jenny Don't Be Hasty.
L'ultimo singolo estratto in tutto il mondo è stato New Shoes, che ha raggiunto anche le classifiche statunitensi.

## Classifiche e successo commerciale
Secondo i dati aggiornati al mese di maggio 2010, l'album ha venduto oltre 2,3 milioni di copie nel mondo. In particolare, These Streets è riuscito ad entrare nelle classifiche di molti paesi europei, ma anche di Stati Uniti ed Australia, ottenendo elevati riscontri di vendita soprattutto in Regno Unito ed Irlanda.
In Italia l'album ha esordito nella Top 100 FIMI il 12 ottobre 2006 ed ha in seguito raggiunto la posizione numero 37. In totale, l'album è rimasto nella classifica per oltre 40 settimane, delle quali 9 consecutive tra gennaio 2006 e febbraio 2007 e 27 consecutive tra maggio e novembre 2007. These streets è stato inoltre certificato disco d'oro per le oltre 40 000 copie vendute in Italia.
In Regno Unito l'album ha raggiunto la posizione numero 3 della classifica ufficiale e, fino a gennaio 2017, ha fatto registrare un totale di 177 settimane di permanenza tra le prime 100 posizioni.
Per le vendite in Regno Unito, These Streets ha ottenuto 5 dischi di platino, che sono stati certificati, nell'ordine, il 1º settembre 2006, il 22 dicembre 2006, il 28 settembre 2007, l'11 giugno 2010 e il 22 luglio 2013.
These Streets ha avuto riscontri positivi anche in Irlanda: dal momento della sua pubblicazione al gennaio 2011 il disco ha ottenuto 140 settimane di presenza nella Top 75 degli album più venduti; nel corso del 2006 l'album è stato inoltre certificato disco di platino ed in seguito ha ottenuto il doppio disco di platino.

### Posizioni massime
| Classifica (2006)                     | Posizione più alta |
| ------------------------------------- | ------------------ |
| Francia                               | 19                 |
| Svizzera                              | 19                 |
| Australia                             | 16                 |
| Austria                               | 23                 |
| Paesi Bassi                           | 17                 |
| Danimarca                             | 18                 |
| Belgio (Vallonia)                     | 26                 |
| Norvegia                              | 14                 |
| Svezia                                | 24                 |
| Regno Unito                           | 3                  |
| Italia                                | 37                 |
| Irlanda                               | 12                 |
| Stati Uniti d'America (Billboard 200) | 48                 |
| Germania                              | 28                 |

### Classifiche di fine anno
| Anno | Paese       | Posizione |
| ---- | ----------- | --------- |
| 2006 | Regno Unito | 24        |
| 2006 | Svizzera    | 92        |
| 2007 | Francia     | 92        |
| 2007 | Regno Unito | 29        |
| 2007 | Svizzera    | 74        |
| 2009 | Regno Unito | 95        |